# Пъстра папагалова амадина
Пъстрата папагалова амадина (Erythrura coloria) е вид птица от семейство Estrildidae. Видът е почти застрашен от изчезване.

## Разпространение и местообитание
Разпространен е във Филипините.